# Posposizione
La posposizione (o postposizione) è un tipo di adposizione che si realizza in molte lingue SOV, ed ha lo stesso ruolo della preposizione nelle lingue SVO e VSO, con l'unica differenza che la posposizione segue il sintagma nominale (o la "parola modificata") retto da essa.

## Introduzione
Nella lingua italiana, come nello spagnolo o portoghese, non esistono posposizioni, anche se ne resta qualche traccia proveniente dal latino nelle parole arcaiche italiane meco, teco, seco, in cui la terminazione -co viene dal latino cum (con), usata come posposizione. 
L'inglese ha la tendenza a formare parole composte posposizionali, come thereafter (dopo di ciò) e wherein (in cui), una qualità che condivide con la lingua tedesca e l'olandese. Inoltre, l'inglese, per indicare il possesso, utilizza il clitico "-'s" (genitivo sassone), che discende da una terminazione genitiva dell'inglese antico. Alla stessa maniera, e con lo stesso significato, l'afrikaans impiega una parola distinta come una vera posposizione, se.
Nelle lingue c'è la tendenza alla posposizionalità quando l'oggetto del verbo precede il verbo nella frase (specialmente nell'ordine comunissimo SOV). Tuttavia, questa è solamente una tendenza, poiché lo stesso latino è tendenzialmente SOV, pur non avendo un ordine fisso. Anche l'uso delle posposizioni è correlato con la propensione a mettere gli aggettivi prima del sostantivo che modificano.

## Lingue con posposizioni
Le posposizioni sono molto frequenti in diverse famiglie linguistiche dell'Eurasia, come le lingue uraliche, altaiche o sinitiche, e anche nelle amerinde:
| Lingua       | Esempio           | Trascrizione | Significato            |
| ------------ | ----------------- | ------------ | ---------------------- |
| Basco        | aldaparantz       |              | verso il pendio        |
| Cinese       | 椅子上            | yǐzi shàng   | sopra (la) sedia       |
| Coreano      | 한국에            | Hanguk-e     | in Corea               |
| Giapponese   | 電車で            | densha de    | (viaggio) con il treno |
| Greco antico | τούτου ἕνεκα      | tū̀tū hèneka  | a causa di ciò         |
| Latino       | mecum             |              | con me                 |
| Quechua      | Argentinamanta    |              | da/dall'Argentina      |
| Tedesco      | den Fluss entlang |              | lungo il fiume         |
| Turco        | evden             |              | da(lla) casa           |
| Ungherese    | a ház mellett     |              | accanto alla casa      |